# Parocnus
Parocnus is een geslacht van uitgestorven grondluiaards behorend tot de familie Megalocnidae die tijdens het Pleistoceen en Holoceen op de Grote Antillen leefde.

## Fossiele vondsten
Er zijn drie soorten beschreven. De typesoort Parocnus serus leefde op Hispaniola, net als P. dominicanus. P. browni leefde op Cuba. 
De jongste fossielen van P. browni hebben een ouderdom van circa 6250 jaar. Dit betekent dat Parocnus samenleefde met de eerste inwoners van de Grote Antillen. Vermoed wordt dat bejaging een rol speelde in het uitsterven van Parocnus en de andere Antilliaanse grondluiaards.

## Kenmerken
Parocnus was na Megalocnus de grootste Antilliaanse luiaard. Het lichaamsgewicht van de verschillende soorten wordt geschat op 32 tot 79 kg, waarmee Parocnus het formaat van een varken had. Het dier leefde hoofdzakelijk op de grond. Net als de andere luiaards was Parocnus een folivoor.